# Greeniopsis
Greeniopsis là một chi thực vật có hoa trong họ Thiến thảo (Rubiaceae).

## Loài
Chi Greeniopsis gồm các loài: